# Burton E. Sweet
Burton Erwin Sweet, född 10 december 1867 i Bremer County i Iowa, död 3 januari 1957 i Waverly i Iowa, var en amerikansk politiker (republikan). Han var ledamot av USA:s representanthus 1915–1923.
Sweet efterträdde 1915 Maurice Connolly som kongressledamot och efterträddes 1923 av Thomas J.B. Robinson.
Sweet ligger begravd på Harlington Cemetery i Waverly i Iowa.